# مكيال
المكيال هو وعاء ذو سعة معيَّنة يُستعمل لكيل السَّوائل والموادّ الجافّة، وهو وحدة قياس من أجل قياس الحجم، وخاصة في التعاملات التجارية للبضائع غير المعبأة (البضائع السائبة).
ونظراً لاختلاف تعريف المكيال وفق الثقافات ووفق الشعوب، تطلب الأمر وجود تعريف محدد. فعلى سبيل المثال، هذا ما دعا إليه الفقهاء والعلماء في التشريع الإسلامي بالتمييز بين المكيال المعلوم والمكيال المجهول.